# Kelenken guillermoi
Kelenken (Bertelli et al., 2007) è un genere estinto di un grande uccello predatore terricolo, facente parte della famiglia dei Phorusrhacidae o "uccelli del terrore". Kelenken visse durante il Langhiano, nel periodo del Miocene circa 15 milioni di anni fa, in quella che oggi è l'attuale Argentina.

## Etimologia
Il nome del genere deriva da Kélenken, un demone nella mitologia del popolo Tehuelche, che veniva raffigurato come un enorme uccello rapace. Il nome specifico è in onore di Guillermo Aguirre-Zabala, lo scopritore dell'olotipo.

## Descrizione

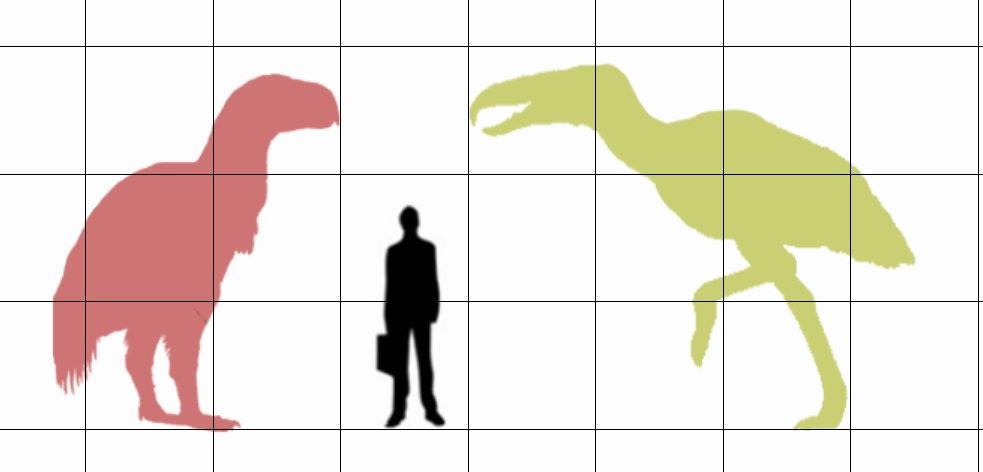
Dimensioni di K. guillermoi (giallo), in confronto a Brontornis (rosa) e a un uomo. Ogni quadrato della griglia rappresenta un metro quadro.

K. guillermoi era alto sui 3 metri e pesava circa 180 kg, rendendolo il membro più grande della sua famiglia.

### Cranio
Il cranio era lungo circa 71 cm (il che lo rende, tra le specie conosciute, l'uccello con la testa più grande mai esistito), di cui circa 45,7 cm rappresenta solo il becco, e mostra una forma triangolare quando visto dorsalmente. L'estremità craniale della premascella si estende ventralmente in una forma notevolmente uncinata

### Arti
Il tarsometatarso lungo ben 45 cm indica che l'animale era un buon corridore.

## Dieta
Non è del tutto chiaro come il Kelenken uccidesse le sue prede. Essendo un uccello terricolo probabilmente l'animale inseguiva le sue prede in corsa per poi colpire i punti vitali dell'animale con il suo terribile becco o con gli artigli delle zampe. Un'altra ipotesi di predazione è che l'animale bloccasse la preda con il suo becco per poi scuoterlo violentemente uccidendolo e quindi ingoiarlo intero. È anche possibile che si trattasse di un animale saprofago che si cibava delle carcasse degli animali già morti o uccisi da altri predatori, come il contemporaneo Thylacosmilus.

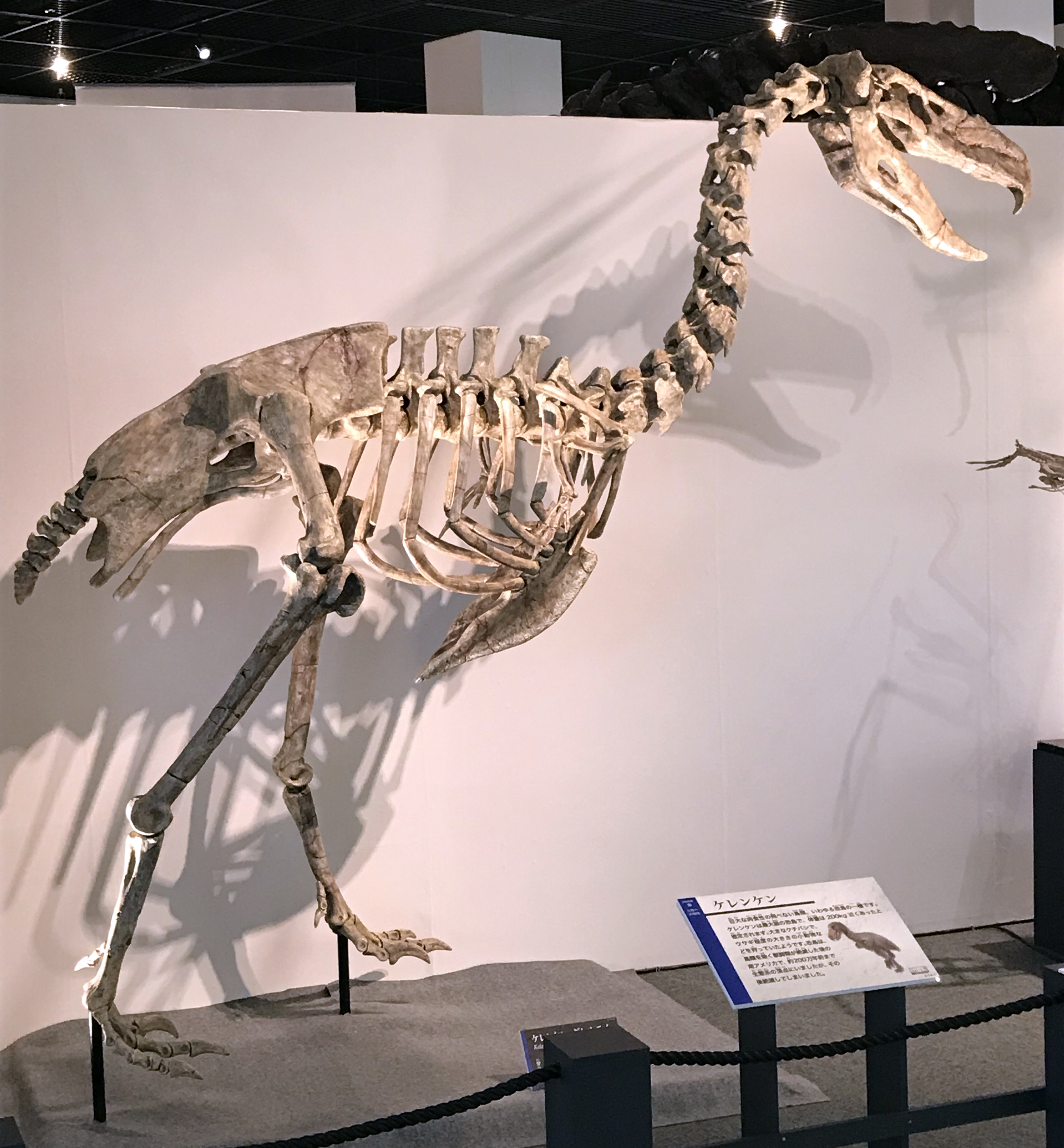
Ricostruzione dello scheletro di Kelenken guillermoi

## Nella cultura di massa
- Il Kelenken appare per la prima volta nel documentario Prehistoric Predators, in cui è protagonista di un episodio, insieme al Titanis. Qui viene visto come un terribile predatore all'apice di piccoli mammiferi come il Phoberomys e il Glyptodon; a fine episodio si vede un confronto tra i due uccelli predatori.[2]
- Il Kelenken è una delle creature presente nel videogioco Jurassic World Alive che raggiunto il livello 15 può essere ibridato con il Gryposuchus per creare il grillenken.